# Qiupanykus
Qiupanykus zhangi is een theropode dinosauriër, behorend tot de Maniraptora, die tijdens het late Krijt leefde in het gebied van de huidige Volksrepubliek China.

## Vondst en naamgeving
In 2012 werd de vondst gemeld van specimen 41HIII-0104, een nieuwe soort alvarezsauride in Guanping, nabij de stad Qiupa, in de prefectuur Luanchuan in de provincie Henan. In 2017 werd gemeld dat bij een tweede skelet uit dezelfde locatie eierschalen waren aangetroffen, de eerste keer voor deze groep.
In 2018 werd op basis van alleen het tweede skelet de typesoort Qiupanykus zhangi benoemd en beschreven door Lü Junchang, Xu Li, Chang Huali, Jia Songhai, Zhang Jiming, Gao Diansong, Zhang Yiyang, Zhang Chengjun en Ding Fang. De geslachtsnaam verbindt een verwijzing naar Qiupa met een Oudgrieks onyx, "klauw", dat gemeenlijk verbasterd wordt tot ~nykus sinds Mononykus. De soortaanduiding eert Zhang Shuancheng voor zijn logistieke ondersteuning van het het veldonderzoek.
Het holotype, 41HIII-0101, is gevonden in een laag van de Qiupaformatie die dateert uit het Maastrichtien. Het bestaat uit een gedeeltelijk skelet zonder schedel. Bewaard zijn gebleven: vier losse halswervels, zes sacrale wervels, vijfentwintig staartwervels, een chevron, de rechterbekkenhelft, het linkerschaambeen en beide achterpoten waaronder twee tenen en drie voetklauwen. Het skelet lag gedeeltelijk in verband op een brok steen van een twintig centimeter diameter. Het betreft een volwassen exemplaar. Het maakt deel uit van de collectie van het Henan Geological Museum te Zhengzhou. Het eerst gevonden skelet is niet aan de soort toegewezen.

## Beschrijving

### Grootte en onderscheidende kenmerken
Qiupanykus is een kleine soort, niet langer dan een halve meter. Het gewicht werd berekend volgens de methode Campione die extrapoleert van de omtrek van het dijbeen uit. Die bedraagt 17,09 millimeter wat wijst op een lichaamsgewicht van 515 gram.
De beschrijvers wisten enkele onderscheidende kenmerken te bepalen. Deze omvatten geen autapomorfieën, unieke afgeleide eigenschappen, maar vormen een unieke combinatie van op zich niet unieke kenmerken. De achterste sacrale wervels dragen een goed ontwikkelde kiel op de onderkant. Bij de voorste staartwervels liggen de zijuitsteeksels op het midden van het wervellichaam. Bij het darmbeen heeft een aanhangsel voor het schaambeen een gereduceerd raakvlak met het schaambeen in de vorm van een knop. Bij het scheenbeen is de crista fibularis groot en rechthoekig. Het heiligbeen omvat acht sacrale wervels, zes echter sacralen en twee caudosacralen. De achterste staartwervels worden doorboord door een kleine pneumatische opening.

### Skelet
De halswervels hebben een doornuitsteeksel dat laag is en centraal geplaatst zodat in bovenaanzicht de wervel, inclusief de gewrichtsuitsteeksels, een X-vorm heeft die typisch is voor alvarezsauriden en oviraptoriden. De wervels lijken niet gepneumatiseerd. Hun onderkanten zijn smal met achteraan een ondiepe groeve op de onderkant.
De zes echte sacrale wervels zijn overdwars sterk afgeplat; de achterste zijn gekield. Ze hebben geen pleurocoelen.
Bij de staartwervels is de wervelboog vergroeid met het wervellichaam wat erop dat het dier ondanks de geringe lichaamsomvang volwassen was. De voorste twee staartwervels liggen nauw tegen de  zesde sacrale wervel aan waaruit geconcludeerd werd dat het heiligbeen "functioneel" uit acht wervels bestond en de voorste twee dan cuadosacralen zijn. De wervels zijn procoel waarbij het achterste facet sterk bol is en de voorkant hol. Ze hebben een lengtegroeve op de onderkant. Ze zijn hoger dan breed in vooraanzicht. De voorste gewrichtsuitsteeksels steken buiten het wervellichaam uit maar de achterste niet. De voorste staartwervels hebben geen pneumatisch foramen maar op de zijkanten van de achterste bewaarde wervels liggen ondiepe pleurocoelen met een kleine pneumatische opening, een unieke situatie. De achterste staartwervels hebben een rechthoekige dwarsdoorsnede en een doornuitsteeksel dat gereduceerd is dat een lage richel. De wervels van de staartpunt zijn niet gevonden. De chevron is vrij kort en van voor naar achter verbreed.
Het darmbeen toont een grote zijdelings uitstekende beenkap, de antitrochanter, als bij Mononykus. De beenknop bij het raakvlak met het schaambeen ligt aan de voorkant. Het achterblad heeft geen uitholling in de onderrand voor de aanhechting van de musculus caudofemoralis brevis. Het schaambeen is staafvormig en slank, Of het eindigt in een "voet" is onbekend.
Het dijbeen is 74,2 millimeter lang. Het is sterk naar voren gebogen en in achteraanzicht golvend. De trochanter minor is tegen de trochanter major aangedrukt. De dijbeenkop staat haaks op de schacht, met een duidelijke nek. Er is geen vierde trochanter zichtbaar. Het ondervlak heeft een dwarsgroeve. Het scheenbeen is een derde langer dan het dijbeen. De lobben van het bovenvlak zijn diep ingekeept met de binnenste lob het verst naar achteren uitstekend en met een opstaande binnenrand. De lage crista fibularis loopt driekwart van de schachtlengte naar beneden door. De onderzijde is verbreed met de buitenste beenstijl sterk naar beneden uitstekend, een andere bouw dan bij 41HIII-0104. Het sprongbeen en hielbeen zijn kort en geheel vergroeid. De opgaande tak van het sprongbeen loopt niet door tot op de binnenzijde van het scheenbeen. Het kuitbeen is sterk gereduceerd.
In de middenvoet is het tweede middenvoetsbeen korter dan vierde. Beide zijn onvergroeid met elkaar maar wel versmolten met hun onderste tarsalia. De voet is zeer sterk arctometatarsaal met het derde middenvoetsbeen bovenaan geheel verdringend zodat alleen een kort onderste rudiment overblijft met een scherpe richel op de onderste achterkant en een holle achterzijde bovenaan. De matig lange voetklauwen zijn vrij plat met een L-vormige groeve op de buitenzijde en een lengtegroeve op de onderzijde.

## Fylogenie
Qiupanykus werd in de Alvarezsauridae geplaatst, in een polytomie of "kam" met vele andere soorten, boven Patagonykus en onder Parvicursor in de evolutionaire stamboom. Er was hiertoe een kladistische analyse uitgevoerd maar die ging er al van uit dat Qiupanykus een alvarezasauride is en bekeek dus alleen dat gedeelte van de stamboom. Andere mogelijkheden werden niet getest hoewel de vondst niet de schedel en de arm omvatte, de meest typerende delen voor die groep. 41HIII-0104 werd niet aan de soort toegewezen omdat het specimen op een andere plaats in de stamboom uitviel, in een hogere positie, overigens ten gevolge van kleine verschillen in bouw.

## Levenswijze
Bij het skelet is bij de staart een stuk eierschaal aangetroffen. Het gaat om een type dat behoort tot de oöfamilie Elongatoolithidae waarvan meestal wordt aangenomen dat het eieren van Oviraptoridae betreft. Veel van dat soort eierschalen zijn in Henan opgegraven. De schaal heeft een dikte van 1.8 millimeter. Dat wijst op een gewicht voor het ei van 1336,377 gram. Het volume van het ei was dus groter dan dat van het hele dier. Het leek de beschrijvers duidelijk dat het ei niet door het holotype gelegd kon zijn. Ze dachten dat er maar twee verklaringen overbleven: of de associatie was toevallig of Qiupanykus had het ei opgegeten. De Alvarezsauridae hebben een vreemde armbouw met gereduceerde voorpoten en enorme duimklauwen. Al veel hypothesen zijn geopperd als mogelijke functie zoals het openbreken van termietenheuvels of het strippen van bast. Deze vondst suggereerde een derde mogelijkheid: de klauwen werden gebruikt om eieren te kraken. Al eerder waren bij Bonapartenykus eierschalen van het elongatoolithide type aangetroffen. Die werden toen verklaard als de schalen van Bonapartenykus zelf. Ook hiervoor namen de beschrijvers van Qiupanykus aan dat het in feite om oviraptoride eieren ging. De mogelijkheid dat het kleine holotype het jong is van een alvarezsauride of oviraptoride werd niet in beschouwing genomen.